# Tom Howard
Thomas William Howard, auch Thomas Howard oder Tommy Howard (* 27. März 1910 in Northamptonshire, England, Vereinigtes Königreich; † 30. August 1985 in Bushey, Hertfordshire, England) war ein britischer Spezialeffektdesigner. Er gewann zwei Oscars.

## Leben
Tom Howard war ein angesehener britischer Spezialeffektdesigner, der insbesondere Prestige für seine Arbeit in den 40er Jahren gewonnen hat. Ursprünglich war er Theater-Filmvorführer, bis er zu den Denham Studios ging und unter der Leitung von Alexander Korda, eine ungarische Filmregisseurin, arbeitete. Howard wäre ein wichtiger Akteur bei der Herstellung von vielen Korda-Filmen, einschließlich der mehrjährigen klassischen Lawrence of Arabia. Er wurde verantwortlich für viele Effekte. Seine denkwürdigsten Arbeiten waren Mervyn LeRoya Quo vadis? (1951) und Stanley Kubricks 2001: Odyssee im Weltraum (1968). 1959 gewann Howard bei der 31. Oscarverleihung seinen zweiten Oscar für George Pals Der kleine Däumling und arbeitete an weiteren Filmen wie Bis das Blut gefriert (1963) u. a. Er ließ sich nahe der MGM Studios in der Stadt Bushey mit seiner Frau Dorothy und seinen Kindern nieder. Howard hat an mehr als 150 Filmen gearbeitet, aber nur 82 davon vollendet. Er starb am 30. August 1985 im Alter von 75 in seinem Haus in Bushey, Hertfordshire an einem Schlaganfall.

## Filmografie (Auswahl)
- 1940: Der Dieb von Bagdad (The Thief of Baghdad)
- 1945: Geisterkomödie (Blithe Spirit)
- 1951: Quo vadis? (Quo vadis)
- 1953: Die Ritter der Tafelrunde (Knights of the Round Table)
- 1954: Verraten (Betrayed)
- 1958: Der kleine Däumling (Tom Thumb)
- 1961: Der Gauner von Bagdad (The Thief of Baghdad)
- 1961: Gorgo
- 1963: Bis das Blut gefriert (The Haunting)
- 1968: 2001: Odyssee im Weltraum (2001: A Space Odyssey)
- 1973: Digby – Der größte Hund der Welt (Digby, the Biggest Dog in the World)
- 1974: Der kleine Prinz (The Little Prince)

## Auszeichnungen
Howard war zweimal für den Oscar in der Kategorie Beste visuelle Effekte nominiert, von denen er auch beide gewann.
- Oscarverleihung 1947: Geisterkomödie[1]
- Oscarverleihung 1959: Der kleine Däumling[2]